# Logan-Gletscher
Der Logan-Gletscher ist ein 85 km langer Talgletscher in der Eliaskette in Yukon (Kanada) und Alaska (USA). Er trägt den Namen von William Edmond Logan, Gründer und langjähriger Direktor des Geological Survey of Canada.
Der Logan-Gletscher entwässert die Nordflanke des Gebirgsmassivs des Mount Logan. Er strömt dabei in westlicher Richtung. Wichtige Tributärgletscher sind Ogilvie-Gletscher und Baldwin-Gletscher von links sowie Walsh-Gletscher von rechts. Die mittlere Gletscherbreite liegt bei ungefähr 3,5 km. Das untere Gletscherende liegt auf einer Höhe von etwa 860 m. Unmittelbar darunter befindet sich der Chitina-Gletscher. Beide Gletscher speisen den Chitina River.